# 波氏五孔䱛
波氏五孔䱛為輻鰭魚綱鱸形目鱸亞目石首魚科的其中一種，分布南美洲巴西Tocantins河流域，體長可達14.8公分，棲息在溪流。